# Axel Jäderholm

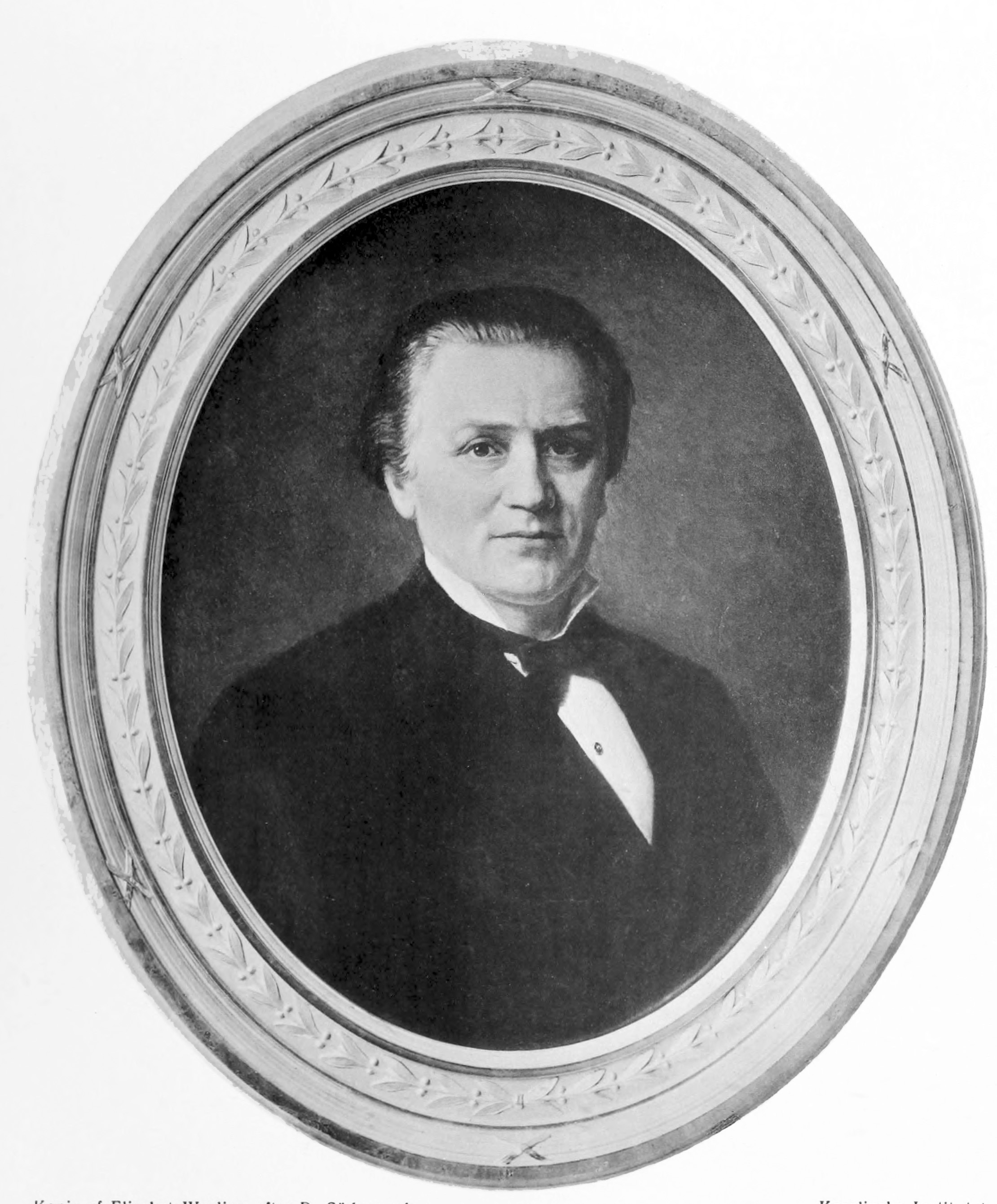
Axel Jäderholm, oljemålning.

Axel Olof Gustaf Jäderholm, född 9 april 1837 i Lilla Malma i Södermanland, död 9 oktober 1885 i Stockholm, var en svensk läkare.

## Biografi
Jäderholm blev student vid Uppsala universitet 1855, medicine kandidat 1862, medicine licentiat 1867 samt medicine doktor 1869, efter det han försvarat avhandlingen Studier öfver grå degeneration i ryggmärgen, vilken även gav honom docentur i patologisk anatomi vid Karolinska institutet. År 1869 förordnades han att förestå extra ordinarie professuren i rätts- och statsmedicin vid nämnda institut samt blev 1874 ordinarie innehavare av densamma. Sedan 1879 var han även föreståndare för Gymnastisk-ortopediska institutet i Stockholm.

## Skrifter
Bland Jäderholms skrifter märks de i Nordiskt medicinskt arkiv införda och senare till tyska översatta uppsatserna Om den rättsmedicinska diagnosen af koloxidförgiftning (1874), Undersökningar öfver blodfärgämnet och dess sönderdelningsprodukter (1876), Om mikro-spektroskop (1878) samt Om methemoglobin (1879). Åren 1871-75 redigerade Jäderholm tidskriften "Hygiea"; 1881-82 var han Svenska läkarsällskapets ordförande. Han nedlade denna befattning med ett föredrag om Rättsläkarens uppgift i frågor om tillräknelighet (i "Hygiea", 1883).